# Podkowa Leśna Główna
Železniční stanice Podkowa Leśna Główna slouží regionální dopravě v Podkowie Leśnej, Mazovském vojvodství.

## Obecný přehled
Železniční stanice Podkowa Leśna Główna byla otevřena v roce 1927. Je obsluhována regionálními spoji dopravce Warszawska Kolej Dojazdowa, zkráceně WKD, který provozuje příměstskou osobní železniční dopravu na vlastní železniční síti spojující centrum Varšavy s obcemi Michałowice, Pruszków, Brwinów, Podkowa Leśna, Milanówek a Grodzisk Mazowiecki jihozápadně od Varšavy.
Stanice má dvě nástupiště:
- První nástupiště obsluhuje vlaky jedoucí do Varšavy
- Druhé nástupiště obsluhuje vlaky jedoucí do Milanóweku a Grodzisku

| Linka | Směr                                                                                              | Interval   |
| ----- | ------------------------------------------------------------------------------------------------- | ---------- |
|       | Warszawa Śródmieście WKD - Pruszków WKD - Komorów - Podkowa Leśna Główna - Grodzisk Maz. Radońska | 15/60 min. |
|       | Warszawa Śródmieście WKD - Pruszków WKD - Komorów - 'Podkowa Leśna Główna - Milanówek Grudów      | 30/60 min. |

## Přehled počtu spojů
Přehled počtu spojů je pouze orientační
Ze stanice odjíždí spoje do stanic:
- Grodzisk Mazowiecki Radońska
  - 31 vlaků ve všední dny (kromě července a srpna)
  - 28 vlaků ve všední dny v červenci a srpnu
  - 22 vlaků o sobotách, nedělích a svátcích
- Milanówek Grudów
  - 17 vlaků ve všední dny (kromě července a srpna)
  - 16 vlaků ve všední dny v červenci a srpnu
  - 16 vlaků o sobotách, nedělích a svátcích
- Warszawa Śródmieście WKD
  - 55 vlaků ve všední dny (kromě července a srpna)
  - 48 vlaků ve všední dny v červenci a srpnu
  - 37 vlaků o sobotách, nedělích a svátcích

Celkový počet spojů, které obsluhuje stanice:
- 112 vlaků ve všední dny (kromě července a srpna)
- 96 vlaků ve všední dny v červenci a srpnu
- 76 vlaků o sobotách, nedělích a svátcích

## Železniční tratě
Železniční stanicí Podkowa Leśna Główna prochází železniční tratě:
- 47 Warszawa Śródmieście WKD – Grodzisk Mazowiecki Radońska
- 48 Podkowa Leśna Główna – Milanówek Grudów